# ناپدری ۳
ناپدری ۳ (به انگلیسی: Stepfather III) (همچنین با نام ناپدری ۳: روز پدر شناخته می‌شود) یک فیلم ترسناک آمریکایی به کارگردانی و نویسندگی گای ماگار است که در سال ۱۹۹۲ منتشر شد. در این فیلم رابرت وایتمن، پریسیلا بارنز، دیوید تام و سیزن هابلی به ایفای نقش پرداخته‌اند. این دومین دنباله فیلم ناپدری محصول ۱۹۸۷ و ادامه فیلم پدر ناپدری ۲ محصول ۱۹۸۹ می‌باشد. این فیلم یک قاتل زنجیره‌ای را دنبال می‌کند که به دنبال خانواده دیگری برای تبدیل شدن به عضویت در آن است و از جراحی پلاستیک برای پنهان کردن خود از مقامات استفاده می‌کند. برخلاف دو قسمت قبلی، ناپدری ۳ ساخته شده برای تلویزیون منتشر شد و تری اوکوئین در نقش اصلی بازی نمی‌کند.

## ساخت
برای صحنه آغازین که در آن جین کلیفورد تحت عمل جراحی پلاستیک قرار می‌گیرد، کارگردان گای ماگار از یک عمل جراحی پلاستیک واقعی فیلمبرداری کرد، بدون اینکه در طول صحنه از جلوه‌های ویژه استفاده شود. این فیلم طی ۲۵ روز در لس آنجلس با بودجه ۱٫۸ میلیون دلار فیلمبرداری شد.

## شبکه خانگی
تا به امروز، تنها انتشار دی وی دی این فیلم در آلمان بوده است، جایی که مارکتینگ فیلمز آن را به عنوان بخشی از مجموعه جعبه نسخه محدود شامل دو قسمت دیگر این مجموعه در سال ۲۰۰۳ منتشر کرد. همچنین در آلمان به‌طور جداگانه منتشر شد. در جای دیگر، تنها انتشار ویدیوی خانگی فیلم در وی اچ اس است. هیچ برنامه ای برای انتشار آن بر روی دی‌وی‌دی یا دیسک بلوری در ایالات متحده انجام نشده است.